# Helmskinken
Helmskinken (Tribolonotus) zijn een geslacht van hagedissen uit de familie skinken (Scincidae). Er zijn tien soorten die leven in Azië en voorkomen in delen van Indonesië, Papoea-Nieuw-Guinea en op de Salomonseilanden.

## Verspreiding en habitat
De verschillende soorten leven in delen van Azië en komen voor op Papoea-Nieuw-Guinea in de Bismarck-archipel (Admiraliteitseilanden en Nieuw-Brittannië) en in Indonesië op het eiland Irian Jaya. Helmskinken leven op de bodem van bossen in de strooisellaag, meestal langs de oever in de buurt van water. Ze zijn echter niet op het water aangepast zoals sommige andere hagedissen.
Door de internationale natuurbeschermingsorganisatie IUCN worden acht van de tien soorten beoordeeld op hun voorkomen binnen het natuurlijk verspreidingsgebied. Van drie soorten zijn te weinig gegevens bekend om een beschermingsstatus toe te wijzen. Vijf soorten hebben de status 'veilig' (Least Concern of LC).
Sommige soorten, zoals de helmskink (Tribolonotus gracilis) en de soort Tribolonotus novaeguineae worden soms aangeboden in de dierenhandel.

## Uiterlijke kenmerken
Helmskinken bereiken een totale lichaamslengte tot ongeveer twintig centimeter. De poten zijn iets verkort en dragen vijf tenen en vingers, de staart is rolrond in doorsnede en is ongeveer even lang als het lichaam.
Helmskinken hebben in tegenstelling tot de meeste skinken een duidelijk van het lichaam afgesnoerde kop, die groot en driehoekig is. Het gehele lichaam is bedekt met relatief grote benige schubben. Op de rug en staart zijn maximaal vier rijen opstekende schubben aanwezig zodat de lichaamsvorm van helmskinken enigszins lijkt op die van een krokodil. Daarnaast zijn het de enige hagedissen die huidklieren onder de poten en de buik hebben, althans de mannetjes. Bij vrouwtjes ontbreken deze orgaantjes.

## Levenswijze en voortplanting
Helmhagedissen verstoppen zich zowel 's nachts als overdag en zijn schemeractief. In tegenstelling tot andere hagedissen wordt blootstelling aan zonlicht vermeden. Op het menu staan kleine ongewervelden zoals insecten.
Bij de vrouwtjes is alleen de rechter eileider en -eierstok ontwikkeld, ze leggen steeds één ei of jong per keer. Van de tien soorten zijn er zeven eierleggend. De soorten Tribolonotus choiseulensis, Tribolonotus parkeri en Schmidts helmskink (Tribolonotus schmidti) daarentegen zetten levende jongen af, dit wordt wel eierlevendbarend genoemd. Beide vormen van ontwikkeling komen veel voor bij de hagedissen maar dat ze binnen een enkel geslacht gemengd voorkomen is zeldzaam.
Bij de eierleggende soorten wordt het ei bewaakt door het vrouwtje door er zich omheen te krullen. Als er direct levende jongen zijn geboren blijven ze enige tijd bij de ouderdieren, waarbij het mannetje ze bewaakt.

## Naamgeving en taxonomie
De Nederlandstalige naam helmskinken slaat op de verbeende schubben op de kop. In andere talen wordt voor deze groep in de naamgeving wel verwezen naar de opvallende stekelige schubben, zoals de Engelse benaming 'crocodile skink'.
De wetenschappelijke naam van de groep werd voorgesteld door André Marie Constant Duméril en Gabriel Bibron in 1839. Er worden tegenwoordig tien verschillende soorten erkend, inclusief de pas in 2017 beschreven soorten Tribolonotus choiseulensis en Tribolonotus parkeri.

### Lijst van soorten
| Naam                                       | Auteur                   | Verspreidingsgebied                                           |
| ------------------------------------------ | ------------------------ | ------------------------------------------------------------- |
| Tribolonotus annectens                     | Zweifel, 1966            | Papoea-Nieuw-Guinea (Nieuw-Brittannië)                        |
| Tribolonotus blanchardi                    | Burt, 1930               | Salomonseilanden (Choiseul)                                   |
| Tribolonotus brongersmai                   | Cogger, 1973             | Papoea-Nieuw-Guinea (Admiraliteitseilanden, Nieuw-Brittannië) |
| Tribolonotus choiseulensis                 | Rittmeyer & Austin, 2017 | Salomonseilanden (Choiseul)                                   |
| Helmskink (Tribolonotus gracilis)          | de Rooij, 1909           | Papoea-Nieuw-Guinea (Admiraliteitseilanden)                   |
| Tribolonotus novaeguineae                  | Schlegel, 1834           | Indonesië (Irian Jaya), Papoea-Nieuw-Guinea                   |
| Tribolonotus parkeri                       | Rittmeyer & Austin, 2017 | Papoea-Nieuw-Guinea (Buka)                                    |
| Tribolonotus ponceleti                     | Kinghorn, 1937           | Salomonseilanden                                              |
| Tribolonotus pseudoponceleti               | Greer & Parker, 1968     | Papoea-Nieuw-Guinea (Bougainville, Buka)                      |
| Schmidts helmskink (Tribolonotus schmidti) | Burt, 1930               | Salomonseilanden (Guadalcanal)                                |